# Geezer Butler
 (février 2023).
Si vous disposez d'ouvrages ou d'articles de référence ou si vous connaissez des sites web de qualité traitant du thème abordé ici, merci de compléter l'article en donnant les références utiles à sa vérifiabilité et en les liant à la section « Notes et références ».
Pour les articles homonymes, voir Butler.
Terence Michael Joseph Butler dit Geezer, né le 17 juillet 1949 à Birmingham en  Angleterre, est le bassiste du groupe Black Sabbath.
Sa façon de jouer donne un son très lourd au groupe, caractéristique du son heavy metal. 

## Biographie
Sa famille est d'origine catholique irlandaise.
De nombreux débats entre les fans ont encore lieu pour savoir qui de Tony Iommi ou de Geezer Butler est à l'origine du son de Black Sabbath. Geezer est aussi l'auteur des paroles du groupe durant l'ère Ozzy Osbourne, tournant souvent autour de thèmes sombres comme la mort et le mal. Ces thèmes sont abordés sous un angle positif, traitant de luttes réussies (ou non) contre le Démon, et font office de mises en garde contre les tendances sataniques et d'incitations à lutter contre elles. Lorsque Ronnie James Dio succède à Osbourne au micro de Black Sabbath, Butler lui laisse la tâche d'écrire les paroles, qui prennent alors une orientation plus « Heroic fantasy ».
La toute première chanson que Geezer écrit avec Black Sabbath est la pièce homonyme sur le premier album. Elle est écrite après qu'Ozzy eut offert à Geezer un livre traitant de l'occultisme. En lisant ce livre, Geezer prétend avoir vu apparaitre autour de lui des démons noirs. Depuis, il s'est écarté de ses penchants pour l'occulte dont il cherche à en prévenir les dégâts dans des chansons comme Black Sabbath, After Forever ou encore Lord of This World). Il faut savoir que les relations ambigües entre Black Sabbath et l'occultisme sont voulues et peuvent être considérées comme une provocation comme une autre, simplement destinée à choquer l'Angleterre puritaine de la fin des années 1960 et 1970.
Son groupe et lui-même se sont engagés politiquement pendant la guerre du Viêt-Nâm, entre autres par des chansons comme Wicked World, Into The Void, Under the Sun, Hand of Doom et (comme l'indique le titre) War Pigs (War Pigs aurait dû être le titre de l'album Paranoïd, mais le label américain n'en a pas voulu ainsi, car ce titre est trop critique vis-à-vis du comportement des  Américains au Viêt-Nâm). 
Butler est membre de Black Sabbath entre 1969 et 1984, participant à l'ensemble des albums enregistrés au cours de cette période. Il avait auparavant envisagé son départ dès 1979, mais était revenu sur sa décision après avoir pris connaissance du travail effectué par Ronnie James Dio et Tony Iommi sur l'album à succès Heaven and Hell. Il fait son retour au sein du groupe en même temps que Dio en 1990, avant de repartir à nouveau en 1994 pour ensuite réintégrer définitivement Sabbath dès 1997 à l'occasion du retour de la formation classique des années 1970. 
Entre 2006 et 2010, Geezer Butler est également membre du groupe Heaven & Hell, dernier avatar de Black Sabbath aux côtés de Tony Iommi, Ronnie James Dio et Vinny Appice. Cette formation sera dissoute à la suite du décès de Dio en mai 2010.

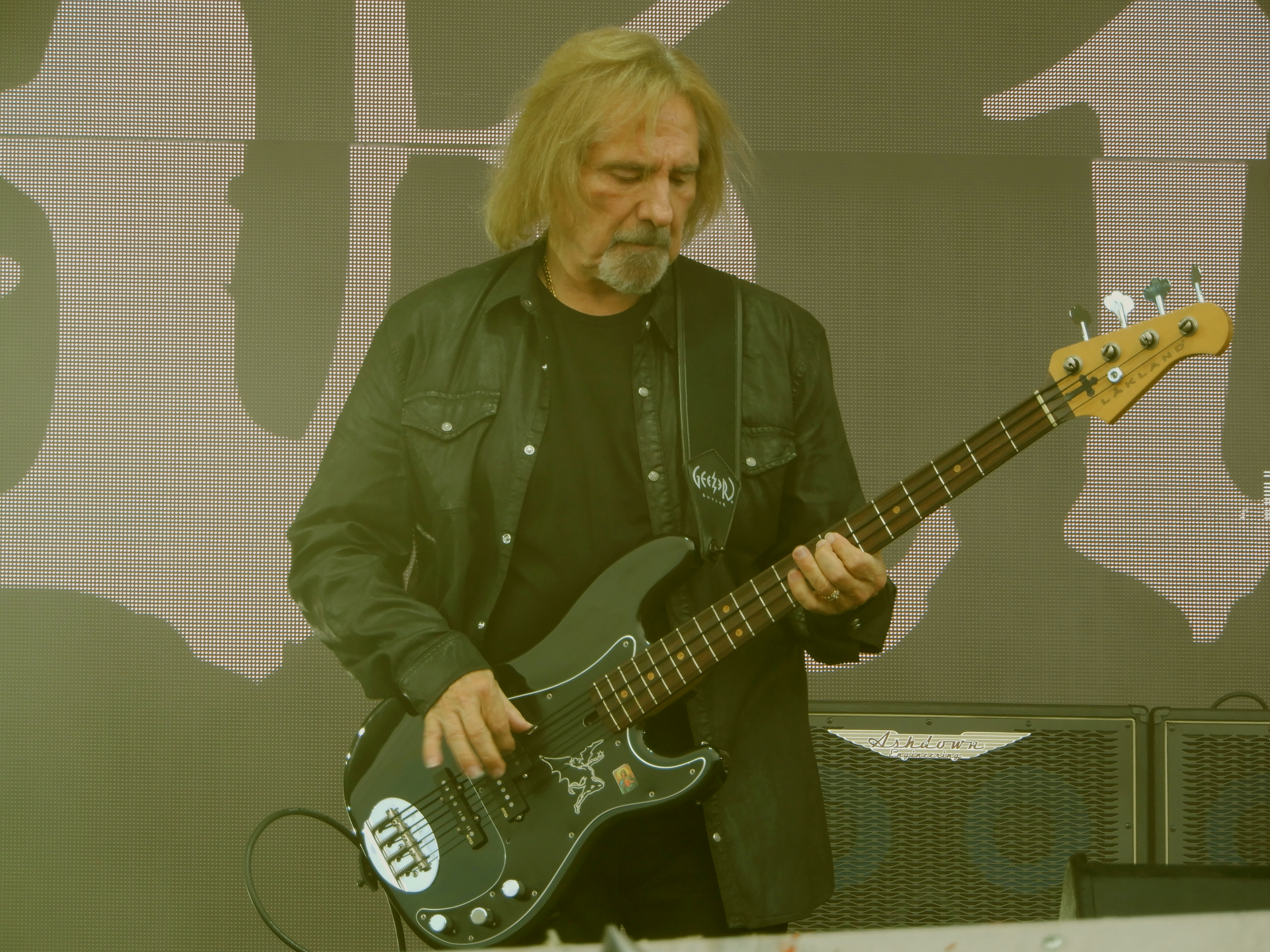
Geezer Butler au Hellfest 2019

Geezer Butler a également fondé son propre groupe en 1995 (G//Z/R). Il doit ce nom à ses amis d'école puisqu'il appelait tout le monde 'GEEZER'. Une autre version raconte également que les membres du groupe l'ont surnommé comme cela à cause de ses goûts vestimentaires plutôt douteux. Geezer est un des bassistes qui marquèrent l'histoire du métal.
Après la séparation de Sabbath en 2017, Geezer joue avec le groupe Deadland Ritual, publiant deux singles en 2018 et 2019.
Il se déclare vegan et milite pour PETA contre les méthodes de la chaîne de restauration rapide KFC.

## Vie personnelle
Il est marié à Gloria Butler, qui a géré Heaven & Hell. Il a divorcé de sa première femme en 1980. Il partage également sa maison de Los Angeles avec plusieurs chats, dont il a publié des photos sur son site Web. Son fils aîné, Biff, était le leader du groupe de nu metal Apartment 26. Geezer dit que Biff est très religieux et élève ses enfants dans la foi catholique. L'autre fils de Geezer, James, a obtenu un diplôme en sciences sociales de l'Université d'Oxford et réside à Londres. Butler le décrit comme « très politique d'esprit ». « Mon plus jeune est extrêmement à gauche, et je pense que c'est parce qu'il a été élevé en connaissant la richesse et l'argent, alors que j'ai été élevé sans argent du tout. C'est là que l'église est intervenue et a compensé le manque d'argent parce que tout le monde connaissait les uns les autres dans la rue et tout le monde s'entraidait », a déclaré Geezer. Il est fan du club de football Aston Villa.

## Discographie

### Black Sabbath
| - 1970 : Black Sabbath - 1970 : Paranoid - 1971 : Master Of Reality - 1972 : Vol. 4 - 1973 : Sabbath Bloody Sabbath - 1975 : Sabotage - 1976 : Technical Ecstasy - 1978 : Never Say Die! - 1980 : Heaven And Hell - 1981 : Mob Rules - 1983 : Born Again - 1992 : Dehumanizer - 1994 : Cross Purposes - 2013 : 13 | - 1980 : Live At Last (bootleg) - 1982 : Live Evil - 1995 : Cross Purposes Live - 1998 : Reunion - 2002 : Past Lives (en) (album de Black Sabbath) - 2007 : Live At Hammersmith Odeon - 1976 : We Sold Our Soul For Rock'n'Roll - 1996 : The Sabbath Stones - 2001 : Symptom Of The Universe - 2006 : Greatest Hits : 1970-1978 - 2004 : Black Box (anthologie 8 CD + 1 DVD) - 2007 : The Dio Years - 2008 : The Rules of Hell (anthologie 4 CD) |

### Heaven & Hell

#### Album studio
- 2009 : The Devil You Know

#### Albums live
- 2007 : Live From Radio City Music Hall (2 CD)
- 2010 : Neon Nights: Live In Europe

### G//Z/R

#### Albums studio
- 1995 : Plastic Planet
- 1997 : Black Science
- 2007 : Ohmwork

#### EP
- 1996 : Cycle Of Sixty/X13

### Ozzy Osbourne

#### Album studio
- 1995 : Ozzmosis

#### Albums live
- 1990 : Just Say Ozzy
- 1993 : Live and Loud (en tant qu'invité spécial)

#### Compilations
- 1997 : The Ozzman Cometh

### Deadland Ritual

#### Singles
- 2018 : Down in Flames
- 2019 : Broken and Bruised